# Michel Laval
Pour les articles homonymes, voir Laval.
Michel Laval, né en 1949, est un avocat et un essayiste français.

## Origine et Formation
Michel Laval est issu d'une famille corrézienne du village de  Treignac-sur-Vézère[réf. nécessaire]. Il  a suivi des études supérieures de droit et de lettres (philosophie) à l'université Panthéon-Sorbonne à Paris et est devenu avocat au barreau de Paris en décembre 1973.

## Carrière
Jeune associé de l'avocat pénaliste Henri Leclerc au début des années 1980, il a ensuite fondé le cabinet ML&A où il poursuit son activité dans les domaines du droit civil, du droit pénal général et des affaires, des droits de la presse, de la communication et de la propriété intellectuelle.[réf. souhaitée].
Michel Laval a plaidé dans de nombreux procès correctionnels et d’assises. Il est intervenu dans plusieurs grandes affaires dont « Bruay en Artois », les « Radios libres », le « sang contaminé», les «écoutes téléphoniques de l'Elysée». Il a conseillé, assisté et défendu des grands organes de presse dont les quotidiens Le Monde et Le Temps, la chaine TV5, les stations RTL et FUN Radio dans de nombreuses affaires de presse,  ainsi que des personnalités du monde culturel et artistique dont, entre autres, le journaliste et producteur Philippe Alfonsi, le philosophe psychanalyste Bernard Lempert, le cinéaste Pavel Lounguine, l'essayiste et académicien Alain Finkielkraut, le styliste Nicolas Ghesquière, le philosophe et journaliste Roger-Pol Droit, le philosophe André Glucksmann, l'écrivain et secrétaire perpétuel de l'Académie française, Amin Maalouf et les historiens Stéphane Courtois et Jean-Louis Panné.
Aux mois de janvier 2017 et mars 2018, il a défendu et obtenu la relaxe de l’historien Georges Bensoussan devant le Tribunal correctionnel puis la Cour d'appel de Paris, dans le procès intenté à son encontre pour provocation à la haine par le parquet,  le CCIF (Collectif contre l'islamophobie en France) et plusieurs autres associations dont la Ligue des droits de l'homme, la Licra et le MRAP.
Michel Laval a plaidé pour les parties civiles devant la Cour d’assises de Paris aux printemps 2016 et 2018 dans le procès de deux bourgmestres rwandais, Octavien Ngenzi et Tite Barahira, et, à l'automne 2024, dans le procès du Docteur Eugène Rwamucyo, accusés de génocide et de crime contre l'humanité et condamnés, les deux premiers à la réclusion criminelle à perpétuité, le troisième, à vingt-sept années de réclusion criminelle.

## Distinctions
Chevalier des Arts et des Lettres 2024

## Publications et autres Activités
Michel Laval est l’auteur d’ouvrages dont certains plusieurs fois couronnés :
- Brasillach, ou la Trahison du Clerc, Hachette Littérature 1992.
- L’Homme sans concessions : Arthur Koestler et son siècle, Calmann-Lévy 2005 (Prix de la biographie du Point, Prix du Palais littéraire et musical du barreau de Paris, Prix du Fonds social juif unifié).
- Tué à l’ennemi, la dernière guerre de Charles Péguy, Calmann-Lévy 2013[7] (Prix d’Académie française[8], Prix du Nouveau Cercle de l’Union[9]).
- Plaidoirie d’outre-tombe, Le procès des Girondins, Calmann-Lévy 2017.
- Autopsie d'un déni d'antisémitisme, autour du procès fait à Georges Bensoussan, ouvrage collectif, L'Artilleur 2017.
- Il est cinq heures, le cours est terminé, Bergson, itinéraire, Les Belles Lettres, 2023.

Michel Laval est l’auteur de nombreux articles juridiques ou littéraires dont "Magie blanche et robe noire" sur les rapports entre justice pénale et expertise psychiatrique, en collaboration avec Irène Terrel (Revue Actes, Cahiers d'action judiciaire, 1974); "L’Interview à la confluence des droits" (Légipresse, sept. 1990); "De Nuremberg à La Haye, la prophétie du procureur Jackson" (La Règle du jeu, sept. 1994); "Arthur Koestler, notre contemporain", (Le Meilleur des mondes, 2006); "La séduction des tyrannies", pour Robert Redeker (Combattre l’intolérance, fév. 2008); "Péguy parmi nous" (Revue des deux Mondes, 2014); "Vous avez dit Girondins ? De la faction à la fiction" (Revue Histoire et Liberté, 2015); "Le Tribunal révolutionnaire, L'astre noir de la Révolution"  (Dictionnaire du monde judiciaire, Bouquins, Robert Laffont, 2022), "Les juges rouges", sur le Syndicat de la magistrature (ib.), "Le Chevalier à l’armure rouillée", Préface du Livre Le Yogi et le Commissaire d’Arthur Koestler, (Les Belles Lettres, septembre 2022), "J'y suis été, Actualité de l'Affaire Dominici" (Les langues du procès, Les Cahiers de la Justice 2024/2).
Michel Laval est membre du jury du Prix Malesherbes-Badinter décerné tous les deux ans par l'Association Française pour l'Histoire de la Justice (AFHJ).
Notes et références
1. ↑  Emmanuel Naquet, « Henri Leclerc, La parole et l’action », Histoire Politique,‎ 5 octobre 2021 (ISSN 1954-3670, DOI 10.4000/histoirepolitique.1209, lire en ligne, consulté le 11 juillet 2022)
2. ↑  Faites entrer l'accusé, « Faites entrer l'accusé - Bruay-En-Artois, le notaire et le petit juge », 6 mars 2017 (consulté le 21 mars 2017)
3. ↑  Thierry Lefebvre, La Bataille des radios libres : 1977-1981, Nouveau Monde éditions, 1er décembre 2011, 421 p. (ISBN 978-2-36583-115-4, lire en ligne)
4. ↑  Le Point, magazine, « Nicolas Ghesquière a-t-il nui à Balenciaga? L'affaire est au tribunal », Le Point,‎ 1er juillet 2014 (lire en ligne, consulté le 21 mars 2017)
5. ↑  Stéphane Durand-Souffland, « L'historien Georges Bensoussan relaxé », Le Figaro,‎ 7 mars 2017 (ISSN 0182-5852, lire en ligne, consulté le 21 mars 2017)
6. ↑  « Procès de l’ancien médecin de Maubeuge accusé de génocide : « Je n’ai pas peur » », sur La Voix du Nord, 2 octobre 2024 (consulté le 6 octobre 2024)
7. ↑  « Questions à Michel Laval à propos de son livre "Tué à l'ennemi" », Le Huffington Post,‎ 3 avril 2013 (lire en ligne, consulté le 25 novembre 2017)
8. ↑  « Michel LAVAL | Académie française », sur www.academie-francaise.fr (consulté le 21 mars 2017)
9. ↑  Prix Nouveau Cercle Interallié